# FC DAC 1904 두나이스카스트레다
FC DAC 1904 두나이스 카스트레다(슬로바키아어: FC DAC 1904 Dunajská Streda)는 두나이스 카스트레다를 연고로 하는 슬로바키아의 축구 클럽이다. 현재는 슬로바키아 수페르리가에 참가하고 있다.

## 성적
- 슬로바키아 수페르리가 3위 1회 (1993-94)
- 체코슬로바키아 컵 우승 1회 (1987)

## 선수 명단

### 현역
참고: FIFA 자격 규정에 따라 소속된 국가대표팀 국기를 표시합니다. 선수는 복수의 FIFA 비회원국 국적을 가지고 있을 수 있습니다.
| 번호 | 포지션 | 국적        | 이름                |
| ---- | ------ | ----------- | ------------------- |
| 1    | GK     |             | 필리페              |
| 6    | MF     | 감비아      | 마흐무두 바조       |
| 7    | FW     | 몬테네그로  | 빅토르 주카노비치   |
| 10   | MF     | 시리아      | 암마르 라마단       |
| 11   | FW     | 크로아티아  | 바르톨 바리시치     |
| 14   | FW     | 나이지리아  | 포춘 배시           |
| 16   | DF     |             | 마테우스 브루네티   |
| 17   | DF     | 콩고 공화국 | 요안 안주아나       |
| 18   | DF     |             | 알렉스 멘데즈       |
| 21   | DF     |             | 마크 싱어           |
| 23   | FW     |             | 다미르 레드지치     |
| 33   | DF     | 우크라이나  | 타라스 카차라바     |
| 41   | GK     | 세르비아    | 알렉산다르 포포비치 |
| 46   | FW     | 슬로바키아  | 마테이 트루사       |

| 번호 | 포지션 | 국적 | 이름          |
| ---- | ------ | ---- | ------------- |
| 91   | DF     |      | 로마리크 야피 |

## 역대 감독
| 감독              | 임기      |
| ----------------- | --------- |
| 베르너 로란트     | 2008~2009 |
| 베르너 로란트     | 2012      |
| 토미슬라브 마리치 | 2015~2016 |
| 베른트 슈토르크   | 2020~2021 |
| 시스코 무뇨스     | 2023 ~    |

틀:FC DAC 1904 두나이스카스트레다 선수 명단